# PPIH
PPIH (англ. Peptidylprolyl isomerase H) – білок, який кодується однойменним геном, розташованим у людей на короткому плечі 1-ї хромосоми.  Довжина поліпептидного ланцюга білка становить 177 амінокислот, а молекулярна маса — 19 208.
| 10         |  | 20         |  | 30         |  | 40         |  | 50         |
| ---------- |  | ---------- |  | ---------- |  | ---------- |  | ---------- |
| MAVANSSPVN |  | PVVFFDVSIG |  | GQEVGRMKIE |  | LFADVVPKTA |  | ENFRQFCTGE |
| FRKDGVPIGY |  | KGSTFHRVIK |  | DFMIQGGDFV |  | NGDGTGVASI |  | YRGPFADENF |
| KLRHSAPGLL |  | SMANSGPSTN |  | GCQFFITCSK |  | CDWLDGKHVV |  | FGKIIDGLLV |
| MRKIENVPTG |  | PNNKPKLPVV |  | ISQCGEM    |  |            |  |            |

A: Аланін

C: Цистеїн

D: Аспарагінова кислота

E: Глутамінова кислота

F: Фенілаланін

G: Гліцин

H: Гістидин

I: Ізолейцин

K: Лізин

L: Лейцин

M: Метіонін

N: Аспарагін

P: Пролін

Q: Глутамін

R: Аргінін

S: Серин

T: Треонін

V: Валін

W: Триптофан

Кодований геном білок за функціями належить до шаперонів, ізомераз, ротамаз. 
Задіяний у таких біологічних процесах як процесінг мРНК, сплайсінг мРНК, ацетиляція. 
Локалізований у цитоплазмі, ядрі.